# Пиетас

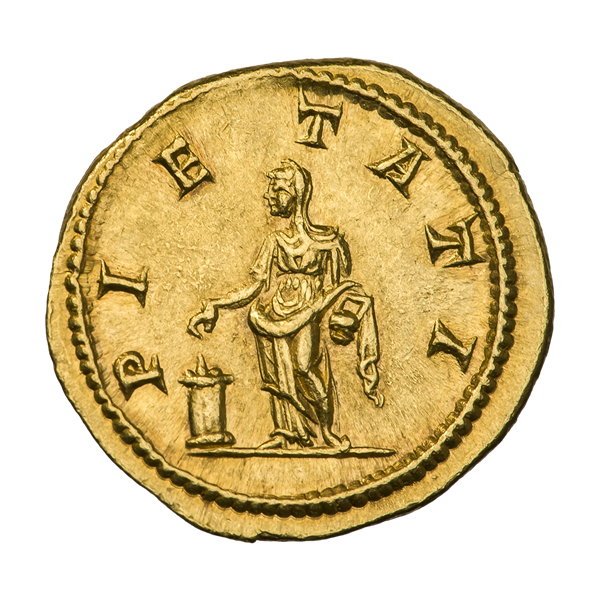
Пиетас на древнеримском ауреусе

Пиетас (лат. Pietas) — одна из основ морали Древнего Рима, которая представляла собой добродетель, предполагающую целый ряд аспектов — в первую очередь таких как благочестие, уважительное отношение и привязанность к богам, стране, родителям и предкам. Классическими примерами этой добродетели в древнеримском обществе являлись Эней, который с риском для жизни вынес престарелого отца Анхиса из пылающей Трои, а также римлянка, спасшая родителя от голодной смерти в тюрьме своим грудным молоком.
С приходом к власти Октавиана Августа особое отношение к пиетас стало частью императорского культа. Её представляли как едва ли не основную добродетель правителя. Пропагандирование пиетас имело не только моральное, но и экономическое значение. При античном уровне развития общества сильная власть отца семейства или господина, которой способствовали моральные нормы, входящие в пиетас, обеспечивала наиболее эффективное ведение хозяйства.
Персонификацию пиетас в Древнем Риме воспринимали как богиню, изображения которой помещали на монеты, а ей самой строили храмы.

## Пиетас как добродетель
Пиетас представляла собой добродетель, предполагающую благочестие, уважительное отношение и привязанность к богам, стране, родственникам и предкам — в особенности к родителям. Уважение к богам означало, в частности, должные и регулярные ритуалы и жертвоприношения. Частью пиетас было и самоуважение, которое означало настойчивость и выполнение своего долга и обязанностей вне зависимости от возникающих при этом трудностей.
Добродетели пиетас и фидес составляли основу морали древних римлян. Их верования были обусловлены социальными потребностями. Государство для гражданина представляло собой связующее звено между ним и богами, а гражданство как таковое было непосредственно связано с религиозной традицией. При этом политический характер религии не исключал и не противоречил присутствию эмоционального элемента.
С приходом к власти Октавиана Августа пиетас стала частью официальной государственной пропаганды. Более того, её представляли чуть ли не главной добродетелью принцепса. Первый император стремился укрепить позиции поддерживавших его мелких и средних землевладельцев, для которых архаичные семейные отношения имели не только моральное, но и экономическое значение. При тогдашнем уровне развития общества сильная власть отца семейства или господина обеспечивала наиболее эффективное ведение хозяйства. Соответственно, способствующая этому добродетель пиетас приобретала большое значение. Будучи тесно связанной с «римским мифом», пиетас предполагала почитание и трепетное отношение к римской религии и культам. Персонификацией пиетас в этот период официальная пропаганда представляет Энея. Это находит отображение в «Энеиде» Вергилия, а также в произведениях искусства, где Энея изображают выносящим на руках своего престарелого отца Анхиса из горящей Трои.

Благочестивым зовусь я Энеем; спасённых пенатов

Я от врага увожу, до небес прославлен молвою.
Оригинальный текст (лат.)sum pius Aeneas, raptos qui ex hoste Penates

classe veho mecum, fama super aethera notus.

Политику Августа продолжали и другие императоры, о чём свидетельствует, в частности, частое помещение богини Пиетас на монеты. Эту добродетель особо пропагандировали при императоре Антонине Пие.
Когномен «Пий» получали особо благочестивые лица, чья привязанность и почтительность к родителям имела экстраординарный характер. Так, современниками он был присвоен Квинту Цецилию Метеллу Пию за его старания по возвращению отца из изгнания:880, а также Сексту Помпею Магну после битвы при Мунде. Этот когномен также стал частью имени императора Римской империи Антонина Пия. От латинского слова pietas образованы французское piété и немецкое Pietät, пришедшие в русский язык в форме «пиетет», что обозначает «глубокое уважение, почтительное отношение к кому-либо или чему-либо».

## Храмы Пиетас

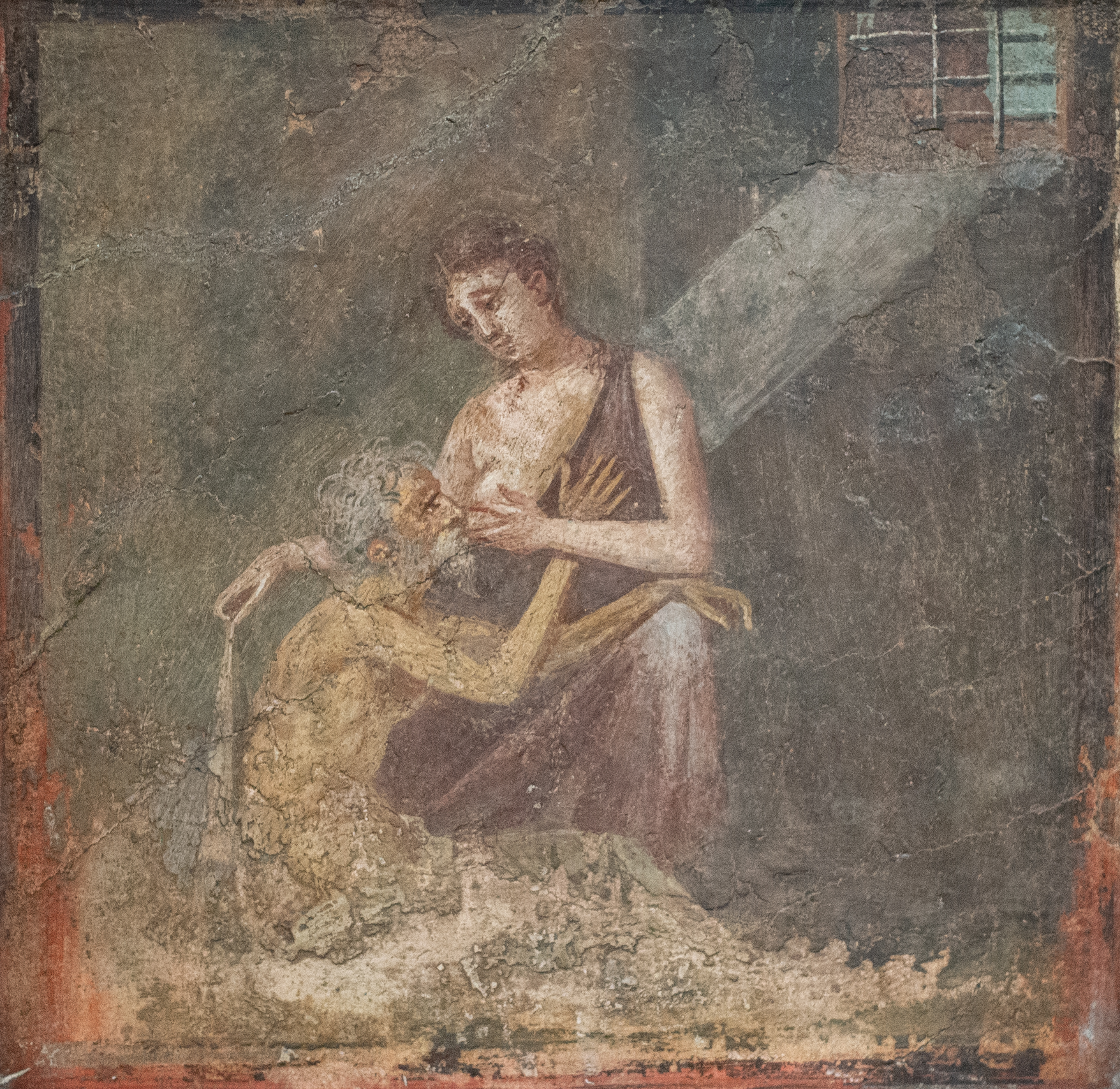
Отцелюбие римлянки. Древнеримская фреска из Помпей

Храм Пиетас в Древнем Риме был расположен на Овощном рынке. Согласно античным источникам, Маний Ацилий Глабрион в день победы над войсками Антиоха в битве при Фермопилах в 191 году до н. э. дал обет построить храм в честь богини благочестия, но выполнить своё обещание богам не успел. Его сын, также Маний Ацилий Глабрион, закончил строительство, установив в храме позолоченную конную статую своего отца. Место для постройки было выбрано не случайно: по легенде, ранее там находилась тюрьма, в которую поместили приговорённую к смертной казни женщину. Стражник не спешил исполнять приговор, предполагая, что узница просто умрёт от голода. Он даже разрешил посещать её дочери, у которой до этого родился ребёнок. Перед визитом к матери он обыскивал молодую женщину, дабы та не принесла матери еды. Дочь кормила мать грудным молоком, тем самым обделяя своего ребёнка. Когда её застигли за этим занятием, то сообщили об этом событии триумвиру, тот — претору, а он, в свою очередь, — коллегии судей. Благочестие римлянки произвело на них такое сильное впечатление, что осуждённую освободили, а место посвятили Пиетас. Впоследствии легенду несколько трансформировали без изменения сути: в новой редакции дочь вместо матери спасала отца. На месте примера дочерней почтительности и римской чести и построили храм в честь богини Пиетас.
При Гае Юлии Цезаре в 44 году до н. э. храм разрушили, а на его месте начали строить театр Марцелла. О храме и легенде о беспримерном почитании родителей некоторое время продолжала напоминать не сохранившаяся до настоящего времени Молочная колонна, упоминаемая у Секста Помпея Феста.
Кроме Рима, храмы Пиетас строили и в других городах. Имеются сведения о посвящённых ей культовых постройках в Путеолах в Италии и в Дугге на территории современного Туниса.

## Пиетас на монетах Древнего Рима

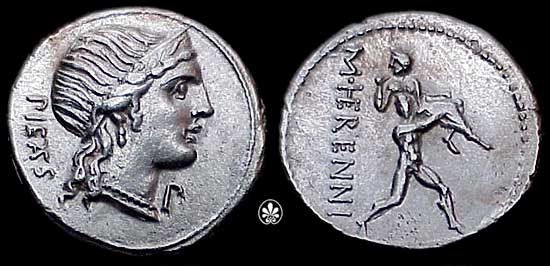
Денарий 108—107 годов до н. э. монетария Марка Геренния, на котором впервые отчеканили изображение Пиетас

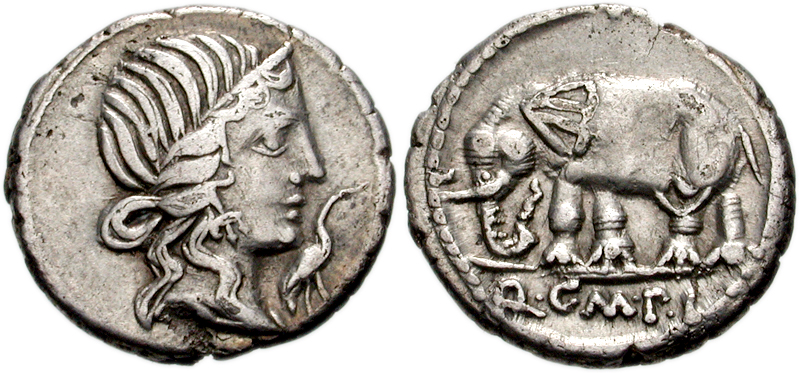
Денарий 81 года до н. э. Квинта Цецилия Метелла Пия, на котором Пиетас изображена с одним из своих атрибутов — аистом

Впервые изображения Пиетас в виде женской головы в диадеме появились на денариях 108—107 годов до н. э. монетария Марка Геренния. Существует два предположения относительно того, кто изображён на реверсе. Согласно первому, на нём нашла отображение легенда о двух катанских братьях Анфиноме и Анапии. Во время извержения Этны они пытались спасти своих престарелых родителей, неся их на плечах. Двигались они медленно, и поток лавы уже настигал их. Боги, оценив их поступок, остановили лаву, благодаря чему братья и их родители были спасены. Согласно второй версии, это Эней, несущий своего отца Анхиса.
Позднее, в 81 году до н. э., Квинт Цецилий Метелл Пий, известный своим почтительным отношением к отцу, во время службы на стороне Суллы в Испании отчеканил денарии с Пиетас. Рядом с головой богини находится аист. Эта птица стала атрибутом Пиетас. Символ возник на основании легенды о том, что аисты заботятся о старых родителях — кормят их, чистят перья, согревают теплом своего тела и даже поддерживают под крылья во время полёта. Римляне, видевшие в таком поведении образец сыновнего долга, даже называли закон, обязывающий заботиться о родителях, «законом аиста» (Lex ciconaria). В зависимости от того, в каком образе Пиетас представлена на монетах, изображения подчёркивают те или иные аспекты добродетели, которую она символизирует. Так, Пиетас, совершающая жертвоприношение над алтарём, обозначает набожность, а находящаяся в окружении детей — любовь, нежность в семье и почитание родителей.

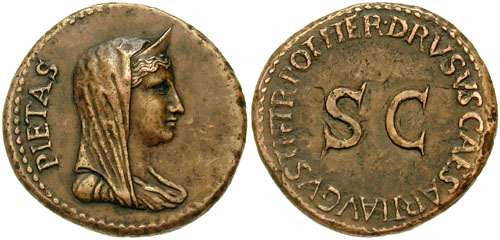
Дупондий Тиберия, на котором в виде Пиетас изображена его мать Ливия

На денариях Гая Юлия Цезаря, отчеканенных в честь побед в Галлии, Пиетас приобретает его портретные черты. Одновременно с Пиетас на монетах Цезаря изображают его мифических прародителей — как Венеру, так и Энея, выносящего своего отца Анхиса. Это должно было подчёркивать один из компонентов пиетас — бережное отношение к памяти предков. С пиетас связаны выпуски Секста Помпея Магна и Октавиана Августа, на которых изображены их отцы. Первый сопровождал их легендой «PIVS», второй — «DIVVS». Достаточно нестандартным для периода гражданских войн стало помещение на денарий Марка Антония указания на его младшего брата Луция с легендой «PIETAS». Таким образом находящийся на Востоке Марк Антоний подчёркивал заслуги и преданность семье своего ближайшего родственника, занимавшего на тот момент должность консула. Мотивы и пропаганда пиетас не ограничивались изображениями богини и своих предков. Аспект этой древнеримской добродетели, предполагающий уважительное и почтительное отношение к богам, религиозному и гражданскому долгу, находит отображение в монетных типах со сценами того, как император совершает обряд жертвоприношения.
При Августе началось формирование императорского культа, когда принцепс не только был верховным правителем, но и отождествлялся с божеством. То же относилось и к членам его семьи. Супруга Октавиана Августа Ливия, хоть и была официально обожествлена только после смерти при императоре Клавдии, удостоилась формирования её культа в провинциальных городах ещё при жизни. Ливию представляли в виде богини Пиетас в период правления Октавиана Августа, а затем её сына Тиберия, как в скульптурах, так и на монетах. Впоследствии в качестве Пиетас представляли и других членов императорских фамилий — в частности тёщу Адриана Салонину Матидию, супругу Константина Фаусту и др.
Значительное внимание на монетах уделяют пиетас как добродетели императора. К III веку эта добродетель становится настолько востребованной в обществе, что находит отображение в чеканке большого количества денег с богиней Пиетас. Так, по оценкам нумизматов, доля монетных типов с изображением богини благочестия достигает 30 % при Гереннии Этруске, 12,5 % — при Гордиане I, 7,9 % — при Требониане Галле, 7,5 % — при Волузиане и 10,5 % — при Нумериане.